# Žáravice
Žáravice (deutsch Zarawitz, auch Scharawitz) ist eine Gemeinde in Tschechien. Sie liegt acht Kilometer nördlich von Přelouč und gehört zum Okres Pardubice.

## Geographie

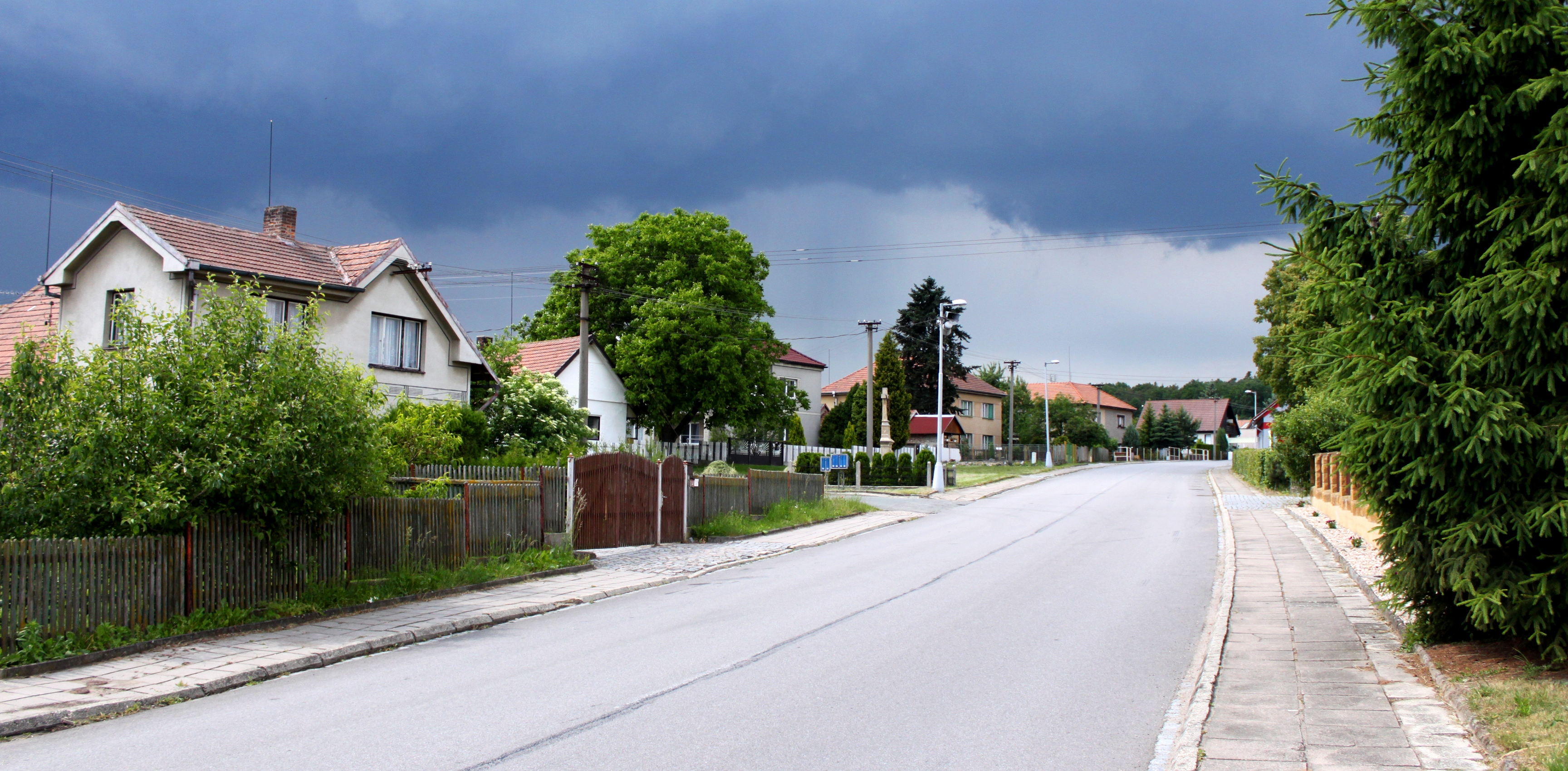
Ortsansicht

Žáravice befindet sich im Tal des Baches Sopřečský potok auf der Dobřenická plošina (Dobrzenitzer Hochfläche). Am nordöstlichen Ortsrand liegt der Teich Švihov. Im Norden erhebt sich die Jitra (272 m n.m.), südwestlich die Sušina (259 m n.m.). Zwei Kilometer nördlich verläuft die Staatsstraße I/36 zwischen Nové Město und Lázně Bohdaneč.
Nachbarorte sind Chýšť, Chudeřice, Káranice, Obědovice und V Austrálii im Norden, Amerika, Voleč, Třídeň, Ve Střídmí und Kasalice im Nordosten, Rohovládova Bělá und Vyšehněvice im Osten, Vlčí Habřina im Südosten, Sopřeč im Süden, Semín, Strašov, Bukovina und Komárov im Südwesten, U Aničky, Vápno und Přepychy im Westen sowie Klamoš und Malé Výkleky im Nordwesten.

## Geschichte
Žáravice wurde wahrscheinlich in der zweiten Hälfte des 12. Jahrhunderts durch das Benediktinerkloster Opatowitz gegründet. Es wird angenommen, dass die Benediktiner zum Schutz ihres Besitzes auch die Feste Žáravice errichteten.
Nachdem das Kloster im Jahre 1421 von einem hussitischen Heer unter Diviš Bořek von Miletínek geplündert und niedergebrannt worden war, bemächtigte sich dieser der ausgedehnten Besitzungen.
Die erste schriftliche Erwähnung von Žáravice erfolgte am 21. September 1436, als König Sigismund einen großen Teil des ehemaligen Klosterbesitzes an Diviš Bořek überschrieb, der daraus die Herrschaft Pardubice mit Sitz auf der Kunburg bildete. 1437 erbte Diviš´ Sohn Soběslav Mrzák von Miletínek die Herrschaft, 1464 fiel sie König Georg von Podiebrad zu. Am 5. April 1465 überschrieb dieser die Herrschaft seinen Söhnen Viktorin, Heinrich d. Ä. und Hynek von Münsterberg. 1472 fiel die Herrschaft Pardubitz Heinrich d. Ä. von Münsterberg zu; dieser verkaufte sie 1490 an Wilhelm von Pernstein, der das Schloss Pardubice als neuen Sitz errichten ließ. Im ältesten Pardubitzer Urbar von 1494 sind für Žáravice fünf Anwesen, darunter eine Mühle in der Wüstung Sušiny, aufgeführt. 1521 vererbte Wilhelm von Pernstein seine böhmischen Güter seinem jüngeren Sohn Vojtěch, nach dessen Tod fielen sie 1534 seinem Bruder Johann zu. Dieser hinterließ 1548 seinem Sohn Jaroslav hohe Schulden. Am 21. März 1560 veräußerte Jaroslav von Pernstein die gesamte Herrschaft Pardubitz an König Ferdinand I. Dessen Nachfolger Maximilian II. übertrug die Verwaltung der königlichen Herrschaften der Hofkammer. Im 18. Jahrhundert wurde das Dorf als Žiarawitz bzw. Schiarawitz bezeichnet. Im Jahre 1785 standen 16 Häusern in Schiarawitz.
Im Jahre 1835 bestand das im Chrudimer Kreis gelegene Dorf Žarowitz aus 22 Häusern, in denen 152 Personen, darunter zwei jüdische Familien, lebten. Pfarrort war Biela, jedoch gingen die Einwohner in die näher gelegene Kirche von Wapno und schickten ihre Kinder auch nach Wapno zur Schule. Im Wald Sušiny befand sich ein sehr ergiebiger Kalksteinbruch, der guten Baustein lieferte, der auch an fremde Dominien verkauft wurde. Am Platz na Hradéch zwischen Žarowitz und Wischeniowitz war altes Mauerwerk mit Spuren von Wallgräben zu sehen, die von einer durch die Hussiten zerstörten Burg stammen sollen. In der dortigen Vertiefung Šachta sollen viele von den Hussiten Erschlagene begraben worden sein. Bis zur Mitte des 19. Jahrhunderts blieb Žarowitz der k.k. Kameralherrschaft Pardubitz untertänig.
Nach der Aufhebung der Patrimonialherrschaften bildete Žaravice ab 1849 einen Ortsteil der Gemeinde Sopřeč im Gerichtsbezirk Přelauč. Kaiser Franz Joseph I. verpfändete die k. k. Kameralherrschaft Pardubitz im Jahre 1855 als Staatsschuldverschreibung an die Oesterreichische Nationalbank, die die Herrschaft am 25. Juni 1863 an die k. k. privilegierte Österreichische Credit-Anstalt für Handel und Gewerbe verkaufte. 1866 kaufte der Großindustrielle Heinrich Drasche die Grundherrschaft Pardubitz. Ab 1868 gehörte das Dorf zum Bezirk Pardubitz. 1869 hatte Žaravice 138 Einwohner und bestand aus 24 Häusern. Žaravice löste sich in den 1870er Jahren von Sopřeč los und bildete eine eigene Gemeinde. Am 18. Juni 1881 kaufte Richard von Drasche-Wartinberg für 2.080.000 Gulden die Grundherrschaften Pardubitz und Kunětická Hora aus der väterlichen Erbmasse. Im Jahre 1900 lebten in Žaravice 140 Menschen, 1910 waren es 197. Nach der Gründung der Tschechoslowakei wurde im Zuge der Bodenreform von 1920 der Großgrundbesitz der Familie Drasche-Wartinberg konfisziert und aufgeteilt. Seit 1924 wird der Ortsname Žáravice verwendet. 1930 hatte die Gemeinde 207 Einwohner. Im Jahre 1949 wurde Žáravice dem Okres Přelouč zugeordnet, seit 1960 gehört die Gemeinde wieder zum Okres Pardubice. Das Naturtheater Na Hradech wurde 1954 errichtet. Beim Zensus von 2001 lebten in den 55 Häusern von Žáravice 150 Personen. Seit 2014 führt die Gemeinde ein Wappen und Banner.

### Sušiny
Sušiny lag südwestlich von Žáravice an einen Zufluss zum Sopřečský potok. Das Dorf wurde erstmals 1386 als Besitz von Mareš und Jan von Vyšeňovice erwähnt. Im Jahre 1404 überschrieben sie der Kirche in Turkovice auch Einkünfte aus Sušiny. 1411 teilten die Brüder ihre Güter; Jan erhielt Vyšeňovice und Mareš das Gut Sušiny. Mareš von Vyšeňovice verkaufte Sušiny 1418 an Jíra von Kladruby, die Ansprüche der Turkovicer Kirche übertrug er zuvor auf sein Dorf Drahomířice. Zum Ende des 15. Jahrhunderts waren die Feste und der Hof Sušiny Sitz des Jan Kozel von Sušina, der seiner Frau Kunka von Pochobrad auf dem Gut eine Morgengabe von 125 Schock verschrieb. Jan Kozel entwickelte sich zum Unruhestifter und Schädiger der Gegend. 1492 verfügte Wilhelm von Pernstein die Rückkehr Kozels ins Gefängnis, nach dessen Flucht brannten Wilhelm von Pernsteins Leute ganz Sušiny nieder und schleiften die Feste. Am 20. Juni 1493 kaufte Wilhelm von Pernstein die Feste Sušiny mit dem Hof, dem wüsten Dorf und allem Zubehör für 400 Schock. 1494 erwarb er für 125 Schock auch die auf Sušiny lastenden Rechte der Kunka von Pochobrad einschließlich ihrer Einkünfte von Káranice und schlug das wüste Gut seiner Herrschaft Pardubitz zu.
Sušiny wurde nicht wiederbesiedelt, die Fluren des Dorfes wurden Žáravice zugeordnet. Der Standort der Feste ist unbekannt; August Sedláček hielt sie mit der Feste Hrada bei Žáravice identisch, von der keine schriftlichen Überlieferungen existieren.
Bis zum Ende des 18. Jahrhunderts blieben die Teiche Malý Sušinský rybník und Velký Sušinský rybník erhalten; ersterer befand sich südwestlich von Žáravice am Sušinský potok, der letztere westlich von Sopřeč am Sopřečský potok.

## Gemeindegliederung
Für die Gemeinde Žáravice sind keine Ortsteile ausgewiesen. Zu Žáravice gehören die Einschicht Amerika und die Wüstung Sušiny.

## Sehenswürdigkeiten

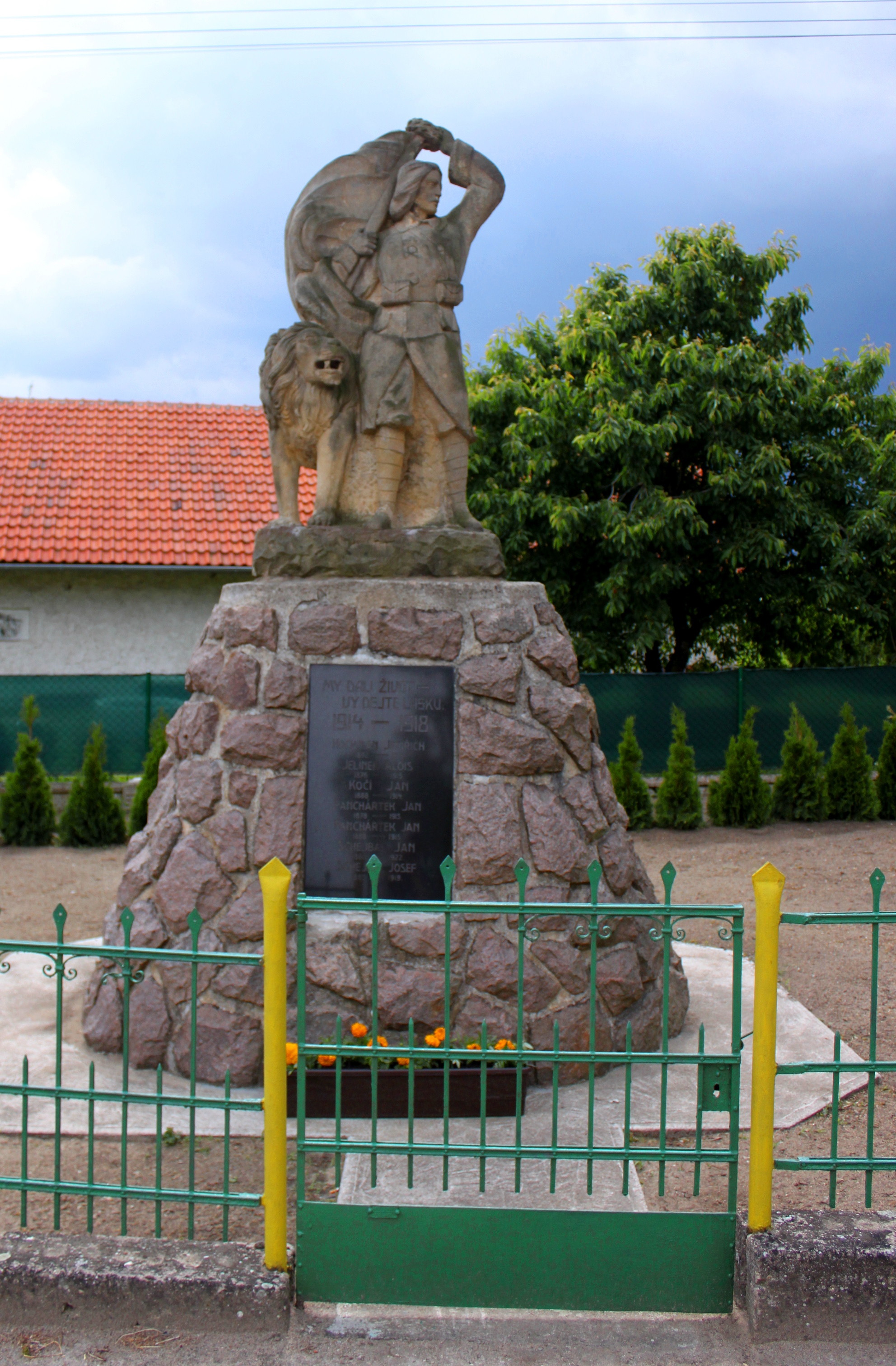
Denkmal für die Gefallenen des Ersten Weltkrieges

- Wüste Feste Žáravice, auch Kozákův hrad bzw. Hrada genannt, nordöstlich des Dorfes auf der Plänerkuppe Na Hradech über dem Teich Švihov. Sie wurde vermutlich durch das Benediktinerkloster Opatowitz errichtet und während der Hussitenkriege zerstört. Im 18. Jahrhundert wurden die Steine der Ruine zum Bau der Kirche in Bělá verwendet, von der großen Anlage sind drei konzentrische Linien Wälle und Gräben um einen mächtigen Burghügel ohne Mauerreste erhalten. Von einigen Forschern wird sie für die Feste Sušiny gehalten.[6]
- Naturreservat Na Hradech, der Eichen-Hainbuchen-Niederwald mit Bucheneinschluss auf dem Plänereluvium an den Hängen um den Teich Švihov wurde 1956 auf einer Fläche von 9,52 ha unter Schutz gestellt. Auf dem Švihov und seinen mit Riesenschachtelhalm bewachsenen Ufer besteht eine große Vogelpopulation.
- Denkmal für die Gefallenen des Ersten Weltkrieges
- Steinernes Kreuz